# 大阪脳神経外科病院
大阪脳神経外科病院（おおさかのうしんけいげかびょういん）は、公益財団法人唐澤記念会が大阪府豊中市庄内宝町に設置する病院。

## 概要
大阪府二次救急認定病院の指定を受け、脳神経外科専門病院で24時間体制で医師が常駐しており、患者の受入れおよび、緊急検査・手術も対応している。豊中市・池田市・兵庫県南東部・吹田市・大阪市などから年間2,000件を超える救急車の受入れをしており、他医療機関から三次救急の受入れも行っている。

## 診療科
(この節の出典)
- 脳神経外科
- 神経内科
- 麻酔科
- リハビリテーション科
- 放射線科

## 医療機関の認定
(この節の出典)
- 保険医療機関
- 労災保険指定病院
- 生活保護法指定病院(中国残留邦人等の円滑な帰国の促進並びに永住帰国した中国残留邦人等及び特定配偶者の自立の支援に関する法律(平成6年法律第30号)に基づく指定医療機関を含む。)
- 指定自立支援医療機関（精神通院医療）
- 原子爆弾被害者一般疾病医療取扱病院
- 身体障害者福祉法指定医の配置されている医療機関
- 特定疾患治療研究事業委託医療機関
- 指定小児慢性特定疾病医療機関
- DPC対象病院

## 認定施設
(この節の出典)
- 日本脳神経外科学会専門認定制度による指定訓練場所(A)
- 日本脳卒中学会認定研修教育病院
- 日本脳神経血管内治療学会
- 日本麻酔科学会麻酔科認定病院
- 頸動脈ステント留置術実施施設
- 日本脳ドック学会認定施設
- 日本神経学会准教育施設
- 日本臨床神経生理学会教育施設(脳波分野)
- 日本臨床神経生理学会教育施設(筋電図・神経伝導分野)

## 交通アクセス
- 阪急宝塚本線「庄内駅」西出口から徒歩約15分（阪急バス「庄内駅前」停留所付近から病院送迎バス有）[4]

## 関連人物
- 太田富雄(医師) - 元理事、元脳ドックセンター長